# Emel'jan Michajlovič Jaroslavskij
Emel'jan Michajlovič Jaroslavskij, in russo Емелья́н Миха́йлович Яросла́вский?, nato Minej Izrailevič Gubel'man (Čita, 1878 – Mosca, 1943), è stato un rivoluzionario, politico e storico russo e sovietico.

## Biografia

### Infanzia
Emel'jan Jaroslavskij nacque il 3 marzo 1878 da una famiglia ebrea con il nome di Minej Izrailevič Gubel'man a Čita, allora capitale dell'Oblast di Transbaikal della Russia, dove i suoi genitori erano esuli politici.  Il suo primo lavoro è stato come rilegatore di libri.
Membro del Partito Operaio Socialdemocratico Russo fin dalla sua fondazione (1898), fu più volte arrestato dalla polizia zarista. Dal 1923 fece parte della Segreteria del Comitato Centrale del Partito bolscevico. Fu inoltre membro dell'Accademia delle Scienze dell'URSS, svolse importanti studi sulla storia della rivoluzione, della guerra civile russa e del Partito bolscevico e presiedette dal 1931 al 1935 l'Associazione dei vecchi bolscevichi.